# 若木滋
若木 滋（わかぎ しげる、1932年（昭和7年） - (令和5年）は、日本の建築家。工学博士（日本大学・1983年）。日本大学名誉教授、日本建築学会名誉会員。

## 略歴
新潟県新潟市出身。1951年（昭和26年）新潟高等学校卒業。1955年（昭和30年）日本大学卒業。
教職に就きながら当時日本大学教授職の前川國男の下で3年間修行し、ロンドン大学（ユニヴァーシティ・カレッジ・ロンドン）へ1年間留学する。
帰国後に日本大学生産工学部教授に就任、同学部の施設などを多く手掛ける。
建築設計のほか建築教育にも従事した。

## 論文
- CiNii収録論文 - CiNii